# Giacomo Monaldi
Giacomo Monaldi (Roma, 1730 – Varsavia, 1799) è stato uno scultore italiano.

## Biografia
Giacomo Monaldi nacque a Roma nel 1730.
Di Monaldi è conosciuta soprattutto la sua attività all'estero, incominciata nel 1768, al servizio del re Stanislao II Augusto Poniatowski in Polonia, e costituita prevalentemente in ritratti, opere allegoriche, opere funerarie e decorazioni plastiche rispettanti lo stile contemporaneo.
Per quanto riguarda i ritratti, i più importanti risultarono quelli del re, nel castello reale di Varsavia, oltre a quella del primate Ostrowski, nella chiesa di Skierniewice (1780).
Monaldi si distinse anche per le sue opere al mausoleo di Stanislao Poniatowski (1796), ed eseguì sculture ornamentali, assieme ai colleghi Staggi e Righi e altri italiani, nel palazzo del parco Łazienki e nella sala d'armi del castello reale di Varsavia.
Giacomo Monaldi morì a Varsavia nel 1799.

## Opere
- Ritratto di Stanislao II Augusto Poniatowski (1780);
- Ritratto del primate Ostrowski (1780);
- Ritratto di Stefan Czarniecki (1786).